# ألكسندرا بيتروفا
ألكسندرا بيتروفا (بالروسية: Петрова, Александра Валерьевна)‏ هي عارضة روسية، ولدت في 18 سبتمبر 1980 في تشيبوكساري في روسيا، وتوفي بنفس المكان في 16 سبتمبر 2000.